# Cartelera Arandina
Cartelera Arandina es un periódico quincenal editado en Aranda de Duero (Burgos, España), fundado en 1956 por el impresor y escritor Luis Díaz Melendez ''Sulidiza''. Su ámbito de difusión comprende la comarca de la Ribera del Duero y el contenido de sus páginas está dedicado a la información sobre la actualidad comarcal, a la historia local y a diversos anuncios comerciales y particulares. Su línea editorial está caracterizada por la defensa de los intereses de los arandinos y ribereños, constituyendo una plataforma abierta a la participación ciudadana, en la que se recogen las experiencias y opiniones de los vecinos de Aranda de Duero y de las demás localidades ribereñas.
Entre las señas de identidad de Cartelera Arandina, destaca su característico formato: se distribuye gratuitamente en domicilios y establecimientos comerciales los días 1 y 15 de cada mes, su portada siempre está dedicada a una fotografía histórica (generalmente obtenida del archivo fotográfico de su fundador), cuyo comentario figura en la sección denominada “Notas arandinas”, así como a noticias sobre la vida municipal y a diversos artículos literarios, históricos y de opinión. En sus cuatro páginas de varias columnas y tipografía menuda también se incluyen informaciones de carácter útil (horarios del transporte público, farmacias de guardia, etc.) y varias secciones dedicadas a asuntos culturales, al mundo del viaje, a la gastronomía local y a la salud.
Los 24.600 ejemplares que Cartelera Arandina distribuye cada mes la convierten en la publicación de mayor circulación en la Ribera del Duero burgalesa. 

## Historia
Los orígenes de Cartelera Arandina se remontan a la década de 1950, cuando el impresor y escritor arandino Luís Díaz Meléndez, más conocido por su seudónimo Sulidiza, decidió crear una nueva publicación en Aranda de Duero. Sulidiza, que había crecido en una familia de impresores, tuvo la oportunidad de conocer de primera mano los títulos más destacados de la prensa arandina, como El Eco de Aranda (1921-1937), cuya impresión se realizaba en la imprenta que regentaba su padre, Pedro Díaz Bayo, y en el que publicó algunos de sus primeros artículos.
Esta experiencia serviría a Sulidiza para que, más adelante, se decidiera a fundar Cartelera Arandina, que concibió como un periodiquito destinado a ofrecer información sobre las últimas noticias acontecidas en la comarca de la Ribera del Duero y a proporcionar un soporte mediático al comercio y la industria autóctonos, con el fin de que pudieran publicitar sus productos y servicios. Fue así como, el 29 de octubre de 1956 y sobre estos principios, vio la luz el primer número de Cartelera Arandina.
Andando el tiempo, Cartelera Arandina introdujo algunos cambios con respecto a su estructura primitiva. A finales de la década de 1980 y bajo la dirección de José María Díaz Sota, hijo y sucesor de Sulidiza, que iniciaría la segunda época de la publicación, Cartelera Arandina estableció una sección dedicada a la divulgación de la historia de Aranda de Duero y de los pueblos aledaños, convirtiéndose en un destacado órgano para la memoria de la Ribera del Duero burgalesa, a través de la publicación de fotografías y artículos de carácter histórico.
En la actualidad, además de la edición impresa que se publica cada quince días, Cartelera Arandina dispone de una edición digital, Carteleraarandina.com, que ofrece información sobre las novedades locales y cuenta con una galería fotográfico-histórica de la Ribera del Duero burgalesa y con un archivo digital en el que se pueden consultar los últimos números publicados. 

## Archivo fotográfico
El archivo fotográfico de Cartelera Arandina ha sido empleado por diversos investigadores interesados en la historia de Aranda de Duero. El escritor valenciano Guillermo Galván, autor de La virgen de los huesos, novela en la que se recrea la vida en la capital de la Ribera del Duero durante la posguerra, expresó a este respecto: "Al archivo de Cartelera accedí a través de Internet, y debo confesar que pasé horas deliciosas estudiando escenarios y tipos humanos: es una joya de la que pocas ciudades pueden presumir".

## Colaboraciones
Entre las colaboraciones literarias y artísticas con Cartelera Arandina, cabe destacar las de los dibujantes españoles Antonio Mingote y Forges, que publicaron en sus páginas sendas ilustraciones en 2006 y 2013, respectivamente, con motivo de la celebración del 50 Aniversario de la publicación y de una visita a Aranda de Duero para participar en la grabación de un popular programa radiofónico emitido desde dicha población. Asimismo, Julio López Laguna, fundador de la compañía teatral Clunia Teatro de Cámara, y del Cineclub Duero ha publicado en sus páginas varios textos dedicados a la historia de Aranda de Duero.